# Louis Dodéro

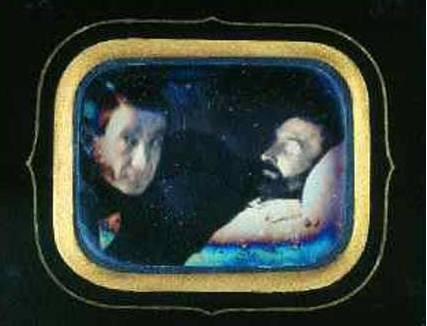
Louis Dodéro: Muž u lůžka mrtvého, daguerrotypie, 1850

Louis Dodéro (6. září 1824, Janov – 18. prosince 1902, Six-Fours-les-Plages) byl francouzský portrétní fotograf působící v Marseille v polovině 19. století.

## Předchůdce carte de visite
Louis Dodéro vyráběl fotografické portréty ve formátu carte de visite ještě před André-Adolphe-Eugènem Disdérim, jemuž je tato inovace často přičítána.
V článku v časopisu La Lumière z 24. srpna 1851 popsal Frances Wey, spisovatel a kritik fotografie, Dodérovu myšlenku uvedení malé fotografie na kartičce, která by umožňovala "místo jména mít na vizitce vlastní portrét. V roce 1851 Dodéro také vycítil, že toto zmenšení formátu identifikační podobenky může být použito pro úřední dokumenty, jako pas nebo lovecký lístek.
Ale mezitím Disdéri zahájil komerční podnik ve velkém měřítku - zavedl formát na výšku carte-de-visite, na které podal patent v roce 1854.

## Aktuality
V říjnu 2003 se v aukci prodala daguerrotypie čtvrtinové desky vyrobené Dodérem za 28 000 eur, což bylo třikrát více než zněl původní odhad. Fotografie nesla název Muž u lůžka mrtvého (Homme au chevet d’un homme mort). Aukce byla zvláště pozoruhodná, protože v té době se ceny daguerrotypií pohybovaly maximálně ve výši okolo 100 eur.